# Wiretap Scars
Wiretap Scars è il primo album studio della band post-hardcore statunitense Sparta e segue di pochi mesi la pubblicazione del primo EP Austere.

Nell'album è ancora evidente l'influenza degli At the Drive-In (la band dalla quale provengono tre dei membri degli Sparta) ed in particolare dell'album Relationship of Command, sebbene in maniera diversa dallo stile intrapreso dai Mars Volta, band formata da due componenti della band precedente. 

## Tracce
1. Cut Your Ribbon – 3:04
2. Air – 3:57
3. Mye – 3:39
4. Collapse – 4:16
5. Sans Cosm – 3:59
6. Light Burns Clear – 4:24
7. Cataract – 5:11
8. Red Alibi – 3:42
9. Rx Coup – 3:14
10. Glasshouse Tarot – 5:13
11. Echodyne Harmonic – 3:57
12. Assemble the Empire – 3:02

### Tracce bonus
- Vacant Skies (per l'edizione giapponese e britannica) - 3:55
- Echodyne Harmonic (de-mix) (per l'edizione giapponese)

## Formazione
- Jim Ward - voce, chitarra
- Paul Hinojos - chitarra
- Matt Miller - basso
- Tony Hajjar - batteria